# Erloschener Vulkan

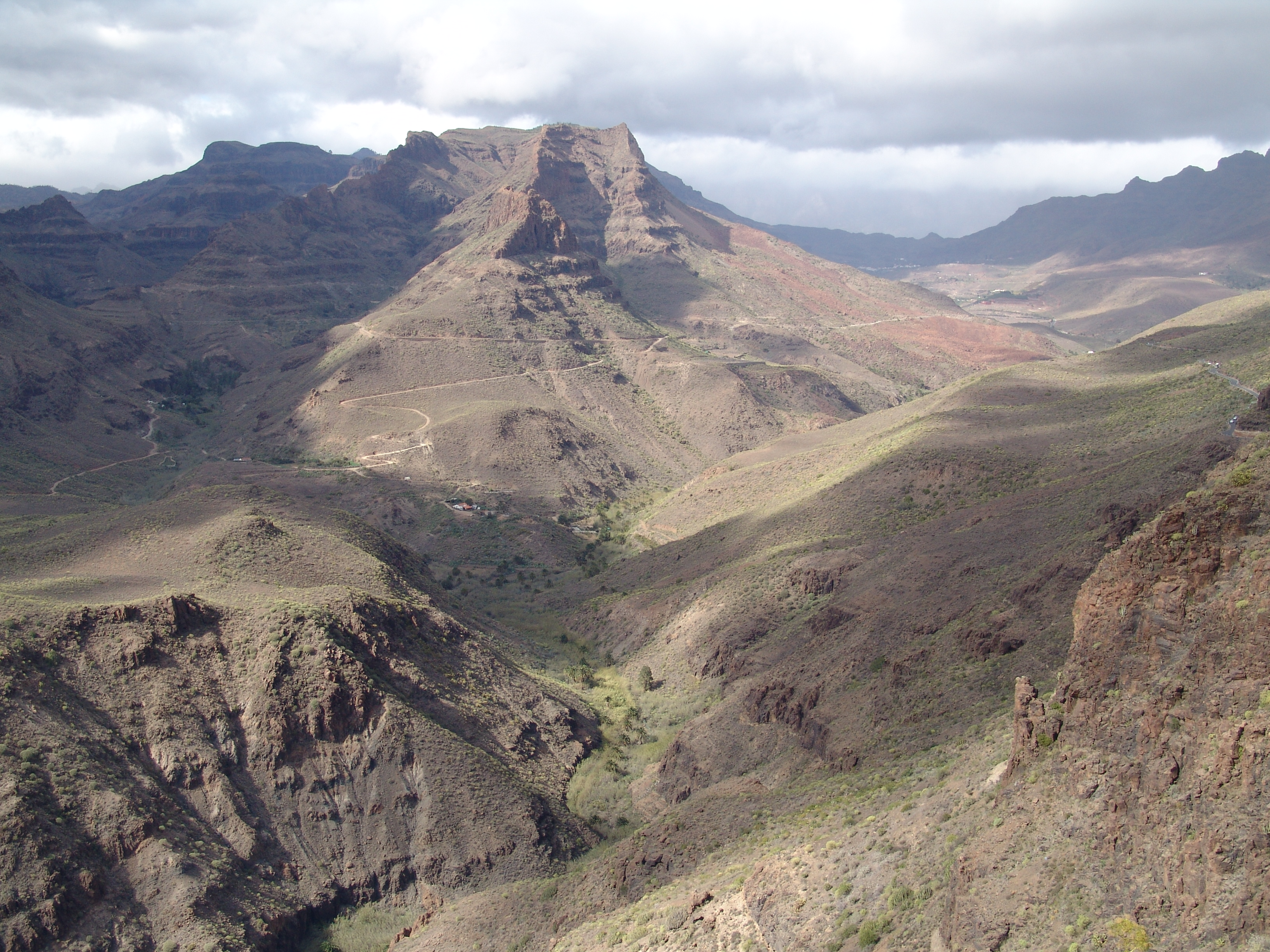
Vulkanische Berge auf Gran Canaria

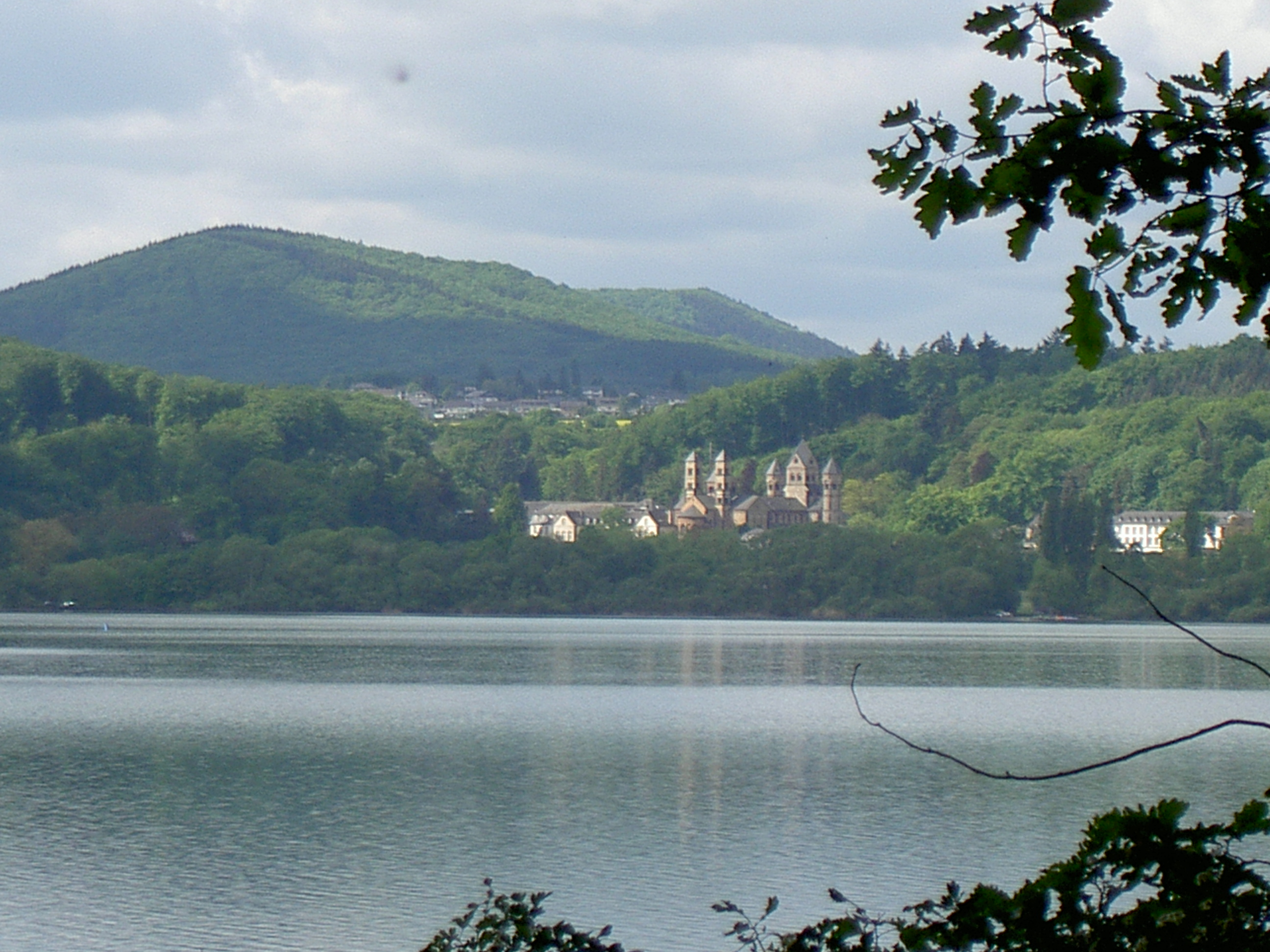
Laacher See in der Eifel

Ein erloschener Vulkan ist ein Vulkan, der nicht aktiv ist und in der Zukunft mit hoher Wahrscheinlichkeit nicht mehr ausbrechen wird.

## Problematik: Erloschen oder ruhend?
Es ist schwierig, einen erloschenen Vulkan von einem ruhenden Vulkan zu unterscheiden, da geologische Zeitspannen betrachtet werden müssen. So kann ein Vulkan nur dann als wahrscheinlich erloschen betrachtet werden, wenn die letzte Eruption Hunderttausende von Jahren zurückliegt. Beispielsweise ist das Vulkansystem der Insel Gran Canaria seit etwa 15 Millionen Jahren aktiv, unterbrochen von bis zu 4 Millionen Jahre langen Ruhepausen. So ist es durchaus möglich, dass scheinbar erloschene Vulkane wieder ausbrechen.
Um zu einer vernünftigen Abschätzung der Wahrscheinlichkeit zukünftiger Ausbrüche zu gelangen, bedarf es einer genauen Analyse der Vulkantätigkeit über die gesamte Lebensdauer des Vulkansystems. Die wichtigsten Parameter sind dabei die Abstände zwischen den vergangenen Eruptionen (Länge der Ruhepausen).
Dass die Vulkane der Eifel in Rheinland-Pfalz erloschen sind, ist wissenschaftlich nicht belegt. Der Ausbruch des Laacher-See-Vulkans liegt erst 12.900 Jahre zurück und ein erneuter Ausbruch ist durchaus möglich.

## Physikalische Definition
Physikalisch gesehen ist ein Vulkan erloschen, wenn durch fehlende Magmazufuhr kein Ausbruch mehr möglich ist.